# Elvedina Muzaferija
Elvedina Muzaferija (Visoko, 20 agosto 1999) è una sciatrice alpina bosniaca.

## Biografia
Specialista delle prove veloci attiva dal novembre del 2015, ha esordito in Coppa del Mondo il 3 gennaio 2017 a Zagabria Sljeme in slalom speciale senza completare la prova, in Coppa Europa il 10 gennaio successivo a Saalbach-Hinterglemm in discesa libera (53ª) e ai Campionati mondiali a Sankt Moritz 2017, dove si è classificata 55ª nello slalom speciale e non ha completato la qualificazione allo slalom gigante. Ai XXIII Giochi olimpici invernali di Pyeongchang 2018, suo esordio olimpico, dopo esser stata portabandiera della Bosnia ed Erzegovina durante la cerimonia di apertura si è piazzata 31ª nella discesa libera, 42ª nel supergigante, 44ª nello slalom gigante e non ha completato lo slalom speciale e la combinata.
Ai Mondiali di Cortina d'Ampezzo 2021 è stata 25ª nella discesa libera, 38ª nel supergigante e 16ª nella combinata; l'anno dopo ai XXIV Giochi olimpici invernali di Pechino 2022, dopo esser stata nuovamente portabandiera della Bosnia ed Erzegovina durante la cerimonia di apertura, si è classificata 25ª nel supergigante e non ha completato la discesa libera e la combinata. Ai Mondiali di Courchevel/Méribel 2023 si è piazzata 20ª nella discesa libera, 25ª nel supergigante e 15ª nella combinata; in Coppa Europa il 18 febbraio dello stesso anno ha ottenuto a Crans-Montana in discesa libera il primo podio (2ª) e l'11 febbraio 2024 ha conquistato la prima vittoria, nelle medesime località e specialità. Ai Mondiali di Saalbach-Hinterglemm 2025 è stata 23ª nella discesa libera, 27ª nel supergigante, 22ª nella combinata a squadre e non ha completato lo slalom gigante.

## Palmarès

### Coppa del Mondo
- Miglior piazzamento in classifica generale: 54ª nel 2024

### Coppa Europa
- Miglior piazzamento in classifica generale: 41ª nel 2023
- 3 podi:
  - 2 vittorie
  - 1 secondo posto

#### Coppa Europa - vittorie
| Data             | Località      | Paese    | Specialità |
| ---------------- | ------------- | -------- | ---------- |
| 11 febbraio 2024 | Crans-Montana | Svizzera | DH         |
| 17 marzo 2025    | Kvitfjell     | Norvegia | SG         |

Legenda:

DH = discesa libera:

SG = supergigante

### South American Cup
- Miglior piazzamento in classifica generale: 8ª nel 2023
- 5 podi:
  - 5 terzi posti

### Campionati bosniaci
- 6 medaglie:
  - 6 ori (slalom gigante, slalom speciale nel 2017; slalom gigante, slalom speciale nel 2019; slalom gigante, slalom speciale nel 2021)